# Primeira Cruz
Primeira Cruz es un municipio brasileño del estado del Maranhão. Su población estimada en 2004 era de 61.077 habitantes.